# Claudine Dié
Claudine Dié, née le 25 avril 1954 à Renwez, est une footballeuse française évoluant au poste de milieu de terrain.

## Carrière

### Carrière en club
Claudine Dié évolue de 1971 à 1975 au Stade de Reims ; elle y remporte le Championnat de France  en 1975.

### Carrière en sélection
Claudine Dié compte huit sélections en équipe de France entre 1971 et 1974. 
Elle reçoit sa première sélection en équipe nationale le 17 avril 1971, en amical contre les Pays-Bas (victoire 4-0). Elle joue son dernier match le 7 novembre 1974, en amical contre l'Angleterre (défaite 2-0).

## Palmarès
- Championne de France en 1975 avec le Stade de Reims